# Kneževi Vinogradi
Kneževi Vinogradi su općina u Hrvatskoj. Nalazi se u Osječko-baranjskoj županiji.

## Zemljopis
Mjesto se nalazi uz cestu Osijek – Bilje – Vardarac – Lug – Grabovac – Kneževi Vinogradi – Suza – Zmajevac – Batina.

## Stanovništvo
Po popisu stanovništva iz 2021. godine, Općina Kneževi Vinogradi imala je 3357 stanovnika, raspoređenih u 9 naselja:
- Jasenovac – 4
- Kamenac – 129
- Karanac – 658
- Kneževi Vinogradi – 1332
- Kotlina – 203
- Mirkovac – 64
- Sokolovac – 0
- Suza – 423
- Zmajevac – 544

| broj stanovnika | 7697  | 8927  | 9022  | 9539  | 9252  | 9394  | 9292  | 10038 | 10218 | 9375  | 9593  | 8619  | 7483  | 6848  | 5186  | 4614  | 3357  |
|                 | 1857. | 1869. | 1880. | 1890. | 1900. | 1910. | 1921. | 1931. | 1948. | 1953. | 1961. | 1971. | 1981. | 1991. | 2001. | 2011. | 2021. |

| broj stanovnika | 2210  | 2048  | 2684  | 2691  | 2054  | 2259  | 2926  | 3079  | 1691  | 1652  | 1810  | 1820  | 2402  | 2127  | 1715  | 1657  | 1332  |
|                 | 1857. | 1869. | 1880. | 1890. | 1900. | 1910. | 1921. | 1931. | 1948. | 1953. | 1961. | 1971. | 1981. | 1991. | 2001. | 2011. | 2021. |

## Povijest
Slaveni na ove prostore doseljavaju tijekom sedmog i osmog stoljeća. U desetom stoljeću na ova pordručja stižu Mađari (Huni), i tada selo pripada pod krunu Svetog Stjepana (Szent István) sve do 1526. godine (Mohačka bitka), kada na ove prostore prodiru Turci pod vodstvom sultana Sulejmana Veličanstvenog. Mađarsko stanovništvo, kao i domicilno slavensko stanovništvo, na ovim područjima ostaje i tijekom turske vladavine, a u selu je 1576. godine organizirana prva protestanska sinoda na ovim prostorima. Turci na ovim prostorima ostaju sve do 1697. godine kada gube bitku kod Sente (Szentá) u sukobu s austrijskom vojskom pod vodstvom princa Eugena Savojskog. Od tada pa sve do 1868. godine ovim prostorima upravljaju Habsburgovci. Nakon Austro-Ugarske nagodbe, Baranja se vraća pod direktni nadzor Budimpešte. Srbi na ove prostore, gdje tada živi većinsko mađarsko stanovništvo u većem broju, dolaze oko 1690. godine, pod vodstvom vladike Arsenija Čarnojevića III. Marija Terezija sredinom osamnaestog stoljeće ovdje doseljava Hrvate s prostora bosanske Posavine, Hercegovine i Dalmacije, kao i njemačko stanovništvo, podunavske Švabe, iz južne Bavarske i Austrije. Židovi se na ovim područjima pojavljuju oko 1770. godine. Porazom Austrougarske carevine, poslije Trianonskog ugovora vlast preuzima Kraljevina SHS-a do 1929. godine, a zatim Kraljevina Jugoslavija sve do drugog svjetskog rata. Tijekom drugog svjetskog rata selo se vraća pod upravu Kraljevine Mađarske. Nakon drugog svjetskog rata, pa sve do domovinskoga rata, vlast na ovim prostorima ima, prvo FNRJ (Federativna narodna republika Jugoslavija), a zatim SFRJ (Socijalistička federativna republika Jugoslavija). Neposredno, po završetku drugog svjetskog rata, komunističke vlasti s ovih prostora protjeruju Švabe i doseljavaju Zagorce i Međimurce, kao i manji dio stanovništva, pretežito srpske nacionalnosti, iz Banovine. Domovinskim ratom ovo područje se integrira u politički i gospodarski sustav Republike Hrvatske. Danas, većinsko stanovništvo u Općini Kneževi Vinogradi čine Mađari, zatim slijede Hrvati pa Srbi. Poslije domovinskoga rata struktura stanovništva se dijelom izmijenila ali ne u bitnim odnosima.

## Gospodarstvo
Većina se stanovništva bavi stočarstvom ili uzgojem različitih poljoprivrednih kultura, većinom žitarica, te uzgojem vinove loze. 
Sve je češća pojava seoskog, lovnog i ribolovnog turizma.

## Spomenici i znamenitosti
- Reformatska crkva u Kneževim Vinogradima, sagrađena 1376
- Rimokatolička župna crkva Sv. Mihaela Arkanđela u Kneževim Vinogradima
- Srpska pravoslavna crkva posvećena Vavedenju Presvete Bogorodice

## Obrazovanje
Na području općine postoje dvije središnje osnovne škole u Kneževim Vinogradima na hrvatskom jeziku, te u Zmajevcu na mađarskom jeziku i tri područne škole u Karancu, Suzi i Kotlini.
Središnji dječji vrtić "Zeko" djeluje u Kneževim Vinogradima, a područni u Karancu, Suzi i Zmajevcu.

## Kultura
- Udruga ljubitelja tamburice "Baranjski biseri"
- KUD "Kneževi Vinogradi"
- SKD "Prosvjeta" Zagreb, pododbor Kneževi Vinogradi
- Likovna udruga "KVIN-ART", Kneževi Vinogradi
- Mađarska udruga mladeži "Hercegszollosi Mihaly"
- KUD "Živojin Žiko Mandić"
- Šahovski klub "Vinogradar"

## Šport
- NK Borac Kneževi Vinogradi
- Taekwondo klub "Kneževi Vinogradi"
- Šahovski klub "Vinograd", Kneževi Vinogradi
- Streljački klub "Baranjac", Kneževi Vinogradi

## Vanjske poveznice
- službene stranice općine Kneževi Vinogradi
- Općina Kneževi Vinogradi  Arhivirana inačica izvorne stranice od 27. listopada 2005. (Wayback Machine)
- popis stanovni stanovništva 2021  Arhivirana inačica izvorne stranice od 15. siječnja 2022. (Wayback Machine)